# Территория Нью-Мексико
Территория Нью-Мексико (англ. New Mexico Territory) — инкорпорированная организованная территория США, существовавшая с 9 сентября 1850 года до 6 января 1912 года, когда были окончательно определены границы штата Нью-Мексико.

## История

### До образования Территории
В 1846 году, во время американо-мексиканской войны, было создано временное правительство США в Нью-Мексико. Территориальные границы не были определены. В 1848 году Мексика официально передала регион Соединённым Штатам. Временная военная администрация в нём сохранялась до 9 сентября 1850 года.

### Изменения территории

Покупка Гадсдена (1853)

Территория Нью-Мексико на момент создания (9 сентября 1850 года) включала большую часть современного штата Нью-Мексико, более половины современной Аризоны, а также часть современного штата Колорадо и юг Невады.
В 1853 году состоялась так называемая Покупка Гадсдена, благодаря которой к Территории Нью-Мексико были добавлены южная часть современной Аризоны и небольшая область, расположенная в юго-западной части современного штата Нью-Мексико. В результате этого Территория приобрела наибольшие размеры в своей истории.
28 февраля 1861 года была образована Территория Колорадо, к которой отошла часть Территории Нью-Мексико. 24 февраля 1863 года была образована Территория Аризона, к которой отошли земли к западу от 109-го меридиана. После этого Территория Нью-Мексико приняла границы, совпадающие с границами современного штата Нью-Мексико.

### Гражданская война

Территория Нью-Мексико (1866)

Во время Гражданской войны территория Нью-Мексико, являясь дорогой к Калифорнии, была спорной, переходя из рук в руки. Поселенцы южной части области в 1861 году охотно присоединились к КША, образовав Аризонскую территорию КША. Сюда вошла южная половина территории Нью-Мексико, в отличие от Территории Аризона, созданной Союзом в 1863 году, в которую была включена западная половина. Конфедеративная территория Аризона стала первой территориальной единицей под названием Аризона.
После битвы в перевале Глориеты контроль над областью взял Союз. Тем не менее, конфедеративное правительство Аризоны продолжало работать в изгнании в Эль-Пасо до конца гражданской войны.